# Fritz Weithas
Fritz O. Weithas (* 8. April 1921 in Gera; † 8. Februar 2007 in Neumarkt in der Oberpfalz) ist der Gründer der Neumarkter Fritz-Weithas-Sternwarte auf dem Mariahilfberg. Er schuf eine "Bildungsstätte für das Volk" und brachte der Bevölkerung die Astronomie in verständlicher Sprache näher.
Als Oberschüler des Friedrich-Schiller-Gymnasiums in Gera beschäftigte sich Weithas schon 1939 mit Astronomie. Nach dem Abitur und Kriegsdienst absolvierte er eine Ausbildung zum Textilkaufmann auf der Ingenieurschule in Gera. Bis 1957 war Weithas CDU-Kreisvorsitzender und stellvertretender Landrat im Kreis Jena-Land. In dieser Zeit wirkte Weithas beim Aufbau der Museen Gedenkstätte 1806 Cospeda bei Jena und Leuchtenburg mit. 1957 wurde Weithas mit seiner Familie in Neumarkt sesshaft. 1969 gründete er den Verein "Bayerische Volkssternwarte Neumarkt" mit 14 astronomiebegeisterten Personen.
Zum Bau einer Sternwarte in Neumarkt fehlte damals jedoch das Geld. Weithas gelang es, durch permanente Spendenaufrufe an Stadt, Land, Unternehmen und Bevölkerung und Eigeninitiative, die fehlenden Finanzmittel für die Errichtung der Sternwarte auf dem Mariahilfberg aufzubringen. Ohne die Eigenleistung von Weithas und weiterer Vereinsmitglieder, hätte sich die Sternwarte, welche in zwei Bauabschnitten 1972 und 1974 entstand, nicht realisieren lassen.
Fritz Weithas brachte der Bevölkerung die Astronomie in einer einfachen und für jedermann verständlichen Weise in seinen Vorträgen näher. Insbesondere Kinder und Jugendliche begeistern sich seitdem für die Sterne. Die Bildungsstätte auf dem Mariahilfberg wurde überregional bekannt. Die jährlichen Besucherzahlen belegen dies.
Für seinen unermüdlichen Einsatz zum Wohle der Bevölkerung wurde Fritz Weithas 1975 mit dem Bundesverdienstkreuz am Bande ausgezeichnet. 1985 gründete er einen Kranken- und Altenhilfeverein. Von 1986 bis 1988 meldete Weithas verschiedene Erfindungen beim Deutschen Patentamt an, so z. B. ein Warndreieck mit Blinkanlage, ein aufblasbares Warndreieck, eine Solarsitzbank, einen Magnetknopf sowie einen zusammenlegbaren Sarg.
Nach seinem Tod wurde die Sternwarte auf dem Mariahilfberg am 1. Mai 2007 in "Fritz-Weithas-Sternwarte" umbenannt.